# 2-е Коневе
2-е Коневе (рос. 2-е Конево) — присілок в Золотухинському районі Курської області Російської Федерації.
Населення становить 126 осіб. Входить до складу муніципального утворення Дмитрієвська сільрада.

## Історія
Населений пункт розташований на території українського етнічного та культурного краю Східна Слобожанщина.
Від 2004 року входить до складу муніципального утворення Дмитрієвська сільрада.

## Населення
| 2002 | 2010 |
| ---- | ---- |
| 205  | ↘126 |